# Ікома Томохіко
Томохіко Ікома (яп. 生駒 友彦, нар. 25 серпня 1932, Префектура Хьоґо — пом. 27 квітня 2009) — японський футболіст, що грав на позиції воротаря.
Виступав, зокрема, за клуб «Міцубісі Хеві Індустріс», а також національну збірну Японії.

## Клубна кар'єра
У дорослому футболі дебютував 1955 року виступами за команду клубу «Міцубісі Хеві Індустріс», кольори якої і захищав протягом усієї своєї кар'єри гравця, що тривала дванадцять років.
Помер 27 квітня 2009 року на 77-му році життя.

## Виступи за збірну
У 1955 році дебютував в офіційних матчах у складі національної збірної Японії. Протягом кар'єри у національній команді, яка тривала усього 1 рік, провів у формі головної команди країни 5 матчів.